# Aphrodita roulei
Aphrodita roulei är en ringmaskart som beskrevs av Horst 1917. Aphrodita roulei ingår i släktet Aphrodita och familjen Aphroditidae. Inga underarter finns listade i Catalogue of Life.